# Російський національний союз
Російський національний союз (рос. Русский национальный союз) — неонацистська партія в Росії. Партію не слід плутати з «Російською національною єдністю», більшою групою зі схожим корінням, хоча і без прямого зв'язку.

## Формування
Російський національний союз був сформований у 1993 році як жорстко налаштована група, що відкололася від націоналістичної організації «Пам'ять». Партія, що була створена в Москві, та була очолена Костянтинрм Касимовським та Олексієм Вдовіном. Група була підтримана Олександром Штильмарком та його ультраправим журналом «Чорна сотня» (рос. Чорная сотня), який вийшов з «Пам'яті» в 1992 році.
Партія прийняла свій власний прапор, який, як вона стверджувала, представляє літери «chi» та «rho» грецького алфавіту, хоча критики стверджують, що це навмисна спроба нагадати про свастику, в тому числі у використанні нацистських кольорів — червоного, білого і чорного. Члени партії, однак, носили прапори зі свастикою на ультраправих мітингах.

## Ідеологія
РНС став відомим своїм неонацизмом і привернув до себе сильну течію підтримки скінхедів «білої влади», допомагаючи координувати діяльність банд скінхедів до середини 1990-х років. У своєму політичному дискурсі вона підкреслювала сильний етноцентризм і расизм як частину свого політичного дискурсу. РНС також формувала альянси з групами однодумців в інших країнах, особливо в Західній Європі.
Союз випускав власну газету «Штурмовик», яка стала відомою завдяки сильному антисемітизму, що визначав її зміст. Названа на честь нацистського партійного видання Der Stürmer, ця газета, а також її сестринський журнал «Нація» були відомі своєю великою залежністю від німецького нацизму. На сторінках «Штурмовика» також регулярно з'являлися напади на чорношкірих та кавказьких іммігрантів. Інша газета, «Русский наблюдатель», почала виходити в 1995 році під редакцією Р. Лобзової.

### Православ'я
Як і нацизм, РНС підкреслював важливість російського православ'я для своєї ідеології та розглядав релігію як центральну частину своєї концепції російської етнічної ідентичності. Серед провідних членів партії був Анатолій Макеєв, який намагався поєднати неонацистські ідеї партії з виразно більш російським брендом націоналізму. У 1994 році він заснував «Братство опричнини святого Йосипа Волоцького» — групу, яка заохочувала насильницький расизм на релігійному ґрунті та створила осередки в Санкт-Петербурзі та Волгограді, а також серед емігрантів у Сакраменто. Його заявленими цілями є об'єднання православної церкви та відновлення монархії, хоча його пропаганда зосереджена переважно на антисемітизмі та неонацизмі. Макеєв є членом Російської катакомбної церкви, відгалуження Російської істинно-православної церкви, хоча його братство зберігає зв'язки з членами як дисидентських течій, так і основної частини Російської православної церкви.
Інша екстремістська православна група, Союз «Християнське відродження» (рос. Союз «Христианское возрождение»), також проводила спільні зустрічі з РНС.

## Розвиток
Партія не змогла зібрати необхідну кількість підписів для висування кандидатів на виборах до Думи 1993 року і тому не брала участі у виборах. Однак один кандидат був обраний як незалежний.
Вдовін був виключений з РНС навесні 1997 року, а Касимовський став одноосібним лідером партії. Партія зникла наприкінці 1998 або на початку 1999 року, коли Касимовський почав відходити від релігійної атрибутики, пов'язаної з РНЕ. Незабаром він з'явився з новою більш світською, але такою ж неонацистською партією, відомою як Російська націонал-соціалістична партія.